# Джинджи Ходжа
Джинджи Ходжа (тур. Cinci Hoca, досл. «ходжа джина») - прізвисько Карабашзаде Хюсеїна Ефенді, цілителя 17-го століття Османської імперії, чий вплив на султана став причиною багатьох проблем в імперії.

## Життя
Він народився в Сафранболу (в сучасній провінції Карабюк, Туреччина). За словами Йозефа фон Хаммера, він був нащадком Sadrettin Konevi, суфія 13-го століття. Але на відміну від свого знаменитого предка, він зробив собі ім'я як чаклун і Валіде-Султан (матір султана) Кьосем запросила його в палац, щоб вилікувати неврівноваженого султана Ібрагіма. В 1643, Ібрагім призначив Джинджи  каді Галати і в 1644  кадіаскером Анатолії (тур. Anadolu kazaskeri)  це призначення викликало великий резонанс серед богословів-улемів.

## Вплив
Джинджи використовував свою владу для збільшення свого багатства отримуючи хабарі. Він зіграв важливу роль у страті великого візира Керманкеш Мустафи-Паші  в 1644 році. Бачачи кінець свого попередника, новий великий візир Султанзаде Мехмед-паша  став дуже неефективним державним діячем.

## Смерть
Коли Ібрагім був повалений в 1648 році, новий великий візир Софу Мехмед-паша  зіткнувся з проблемою бонусної зарплати (тур. culus bahşişi), традиційної зарплати, яку платять солдатам після воцаріння нового султана. Він конфіскував власність Джинджи  і вигнав Джинджи в Дамаск (тепер в Сирії). Але під час своєї подорожі, Джинджи захворів у Міхалджику (зараз Караджабей у Бурсі, Туреччина). Під час перебування в Міхалджику, він критикував великого візира і, за це був страчений.